# Partito Socialista (Bosnia ed Erzegovina)
Il Partito Socialista (in serbo Социјалистичка партија?, Socijalistička Partija, spesso abbreviato in СП o SP) è un partito politico espressione della comunità serba, presente prevalentemente nella Repubblica Serba di Bosnia, una delle due entità che costituiscono la Bosnia ed Erzegovina. Venne fondato il 27 luglio 1990 a Banja Luka da Petar Đokić, attuale Ministro del Lavoro nel Governo Džombić, eletto il 29 dicembre 2010.
Politicamente, il partito appartiene alla socialdemocrazia, e forma con il SNSD e il DNS l'attuale coalizione di governo.